# Функции первого класса
В информатике язык программирования имеет функции первого класса, если он рассматривает функции как объекты первого класса. В частности, это означает, что язык поддерживает передачу функций в качестве аргументов другим функциям, возврат их как результат других функций, присваивание их переменным или сохранение в структурах данных.
Некоторые теоретики языков программирования считают необходимым условием также поддержку анонимных функций.
В языках с функциями первого класса имена функций не имеют никакого специального статуса, они рассматриваются как обычные значения, тип которых является функциональным.
Термин был впервые использован Кристофером Стрэчи в контексте «функции как объекты первого класса» в середине 1960-х.
Функции первого класса являются неотъемлемой частью функционального программирования, в котором использование функций высшего порядка является стандартной практикой. Простым примером функции высшего порядка будет функция map, принимающая в качестве своих аргументов функцию и список и возвращающая список после применения функции к каждому его элементу. Чтобы язык программирования поддерживал map, он должен поддерживать передачу функций как аргумента.
Существуют некоторые сложности в реализации передачи функций как аргументов и возвращении их как результата, особенно в присутствии нелокальных переменных, введённых во вложенных и анонимных функциях. Исторически они были названы проблемами фунарга, от английского «function argument».
В ранних императивных языках программирования эти проблемы обходились путём отказа от поддержки возвращения функций как результата или отказа от вложенных функций и следовательно нелокальных переменных (в частности, C). Lisp, один из первых функциональных языков программирования, применяет подход динамической области видимости, где нелокальные переменные возвращают ближайшее определение этих переменных к точке, в которой функция была вызвана, вместо точки, в которой она была объявлена. Полноценная поддержка для лексического контекста функций первого порядка была введена в Scheme и предполагает обработку ссылок на функции как замыканий вместо чистых, что, в свою очередь, делает необходимым применение сборки мусора.

## Концепции
В этой секции рассматривается, как конкретные идиомы программирования реализуются в функциональных языках с функциями первого порядка (Haskell) сравнительно с императивными языками, где функции — объекты второго порядка (C).

### Функции высшего порядка: передача функции как аргумента
В языках, где функции — это объекты первого порядка, функции могут быть переданы как аргументы другим функциями так же, как и любые другие значения. Так, например, в Haskell:
```
map
 
::
 
(
a
 
->
 
b
)
 
->
 
[
a
]
 
->
 
[
b
]

map
 
f
 
[]
     
=
 
[]

map
 
f
 
(
x
:
xs
)
 
=
 
f
 
x
 
:
 
map
 
f
 
xs

```

Языки, где функции не являются объектами первого порядка, позволяют реализовывать функции высшего порядка с помощью использования делегатов.
Указатели в языке Си с некоторыми ограничениями позволяют строить функции высшего порядка (можно передавать и возвращать адрес именованной функции, но нельзя порождать новые функции):
```
void
 
map
(
int
 
(
*
f
)(
int
),
 
int
 
x
[],
 
size_t
 
n
)
 
{

    
for
 
(
int
 
i
 
=
 
0
;
 
i
 
<
 
n
;
 
i
++
)

        
x
[
i
]
 
=
 
f
(
x
[
i
]);

}

```

### Анонимные и вложенные функции
В языках, поддерживающих анонимные функции, можно передать такую функцию как аргумент функции высшего порядка:
```
main
 
=
 
map
 
(
\
x
 
->
 
3
 
*
 
x
 
+
 
1
)
 
[
1
,
 
2
,
 
3
,
 
4
,
 
5
]

```

В языках, не поддерживающих анонимных функций, необходимо сперва связать функцию с именем:
```
int
 
f
(
int
 
x
)
 
{

    
return
 
3
 
*
 
x
 
+
 
1
;

}

int
 
main
()
 
{

    
int
 
l
[]
 
=
 
{
1
,
 
2
,
 
3
,
 
4
,
 
5
};

    
map
(
f
,
 
l
,
 
5
);

}

```

### Нелокальные переменные и замыкания
Если язык программирования поддерживает анонимные или вложенные функции, достаточно логично предполагать, что они будут ссылаться на переменные за пределами тела функции:
```
main
 
=
 
let
 
a
 
=
 
3

           
b
 
=
 
1

        
in
 
map
 
(
\
x
 
->
 
a
 
*
 
x
 
+
 
b
)
 
[
1
,
 
2
,
 
3
,
 
4
,
 
5
]

```

Если функции представлены в форме чистых, возникает вопрос того, как же передавать значения за пределами тела функции. В таком случае приходится строить замыкание вручную, и на этом этапе говорить о функциях первого класса не приходится.
```
typedef
 
struct
 
{

    
int
 
(
*
f
)(
int
,
 
int
,
 
int
);

    
int
 
*
a
;

    
int
 
*
b
;

}
 
closure_t
;

void
 
map
(
closure_t
 
*
closure
,
 
int
 
x
[],
 
size_t
 
n
)
 
{

    
for
 
(
int
 
i
 
=
 
0
;
 
i
 
<
 
n
;
 
++
i
)

        
x
[
i
]
 
=
 
(
*
closure
->
f
)(
*
closure
->
a
,
 
*
closure
->
b
,
 
x
[
i
]);

}

int
 
f
(
int
 
a
,
 
int
 
b
,
 
int
 
x
)
 
{

    
return
 
a
 
*
 
x
 
+
 
b
;

}

void
 
main
()
 
{

    
int
 
l
[]
 
=
 
{
1
,
 
2
,
 
3
,
 
4
,
 
5
};

    
int
 
a
 
=
 
3
;

    
int
 
b
 
=
 
1
;

    
closure_t
 
closure
 
=
 
{
f
,
 
&
a
,
 
&
b
};

    
map
(
&
closure
,
 
l
,
 
5
);

}

```

### Функции высшего порядка: возврат функций как результата
При возврате функции на самом деле происходит возврат её замыкания. В примере на С все локальные переменные, заключённые в замыкание, выйдут из области видимости как только функция, которая составляет замыкание, вернёт управление. Форсирование замыкания в дальнейшем может привести к неопределённому поведению.